# Stanisław Rachański Trojan
Stanisław Rachański Trojan herbu Jastrzębiec – podkomorzy bełski w latach 1585-1595, chorąży bełski w latach 1544-1585.
Poseł na sejm piotrkowski 1550 roku, sejm piotrkowski 1562/1563 roku, sejm warszawski 1563/1564 roku, sejm piotrkowski 1565 roku, sejm lubelski 1569 roku, sejm 1570 roku, sejm 1572 roku, sejm koronacyjny 1574 roku, sejm koronacyjny 1587/1588 roku z województwa bełskiego. Poseł na sejm lubelski 1566 roku z ziemi chełmskiej.
Podpisał akt unii lubelskiej.